# Inversiula inversa
Inversiula inversa är en mossdjursart som först beskrevs av Campbell Easter Waters 1887.  Inversiula inversa ingår i släktet Inversiula och familjen Inversiulidae. Inga underarter finns listade i Catalogue of Life.